# هوبرت باري
هوبرت باري بالإنجليزية Hubert Parry (و. 27 فبراير 1848 – ت. 7 أكتوبر 1918). مؤلف موسيقي إنجليزي ومدرس ومؤرخ موسيقي.

## حياته
هيوبرت باري يبدو مقدر له أن يعرف فقط كمؤلف عمل واحد هو "القدس"، مقطوعة موسيقية كتبت في خضم الحرب العالمية الأولى التي مثل عمل إلجار “أرض الأمل والمجد"، صارت نوع من النشيد الوطني البديل. مع ذلك فون وليامز أصبح بالفعل واعي لبعد إسهام باري: "نحن طلبة باري ورثنا منه التقليد الكورالي الإنجليزي الذي نقله تاليس إلى بيرد، بيرد لجيبونز وجيبونز لبورسيل وبورسيل بياتيشول وجرين وبدورهم خلال ويزلي لباري. نقل المصباح إلينا الشعلة وهو واجبنا أن نجعله خفيف". كمؤلف موسيقي دارس ومدرس (صار مدير الكلية الملكية للموسيقى) مارس باري أثر منشط على الحياة الموسيقية البريطانية في وقت احتاجها بشدة.
كان باري طفلا موهوبا بما يكفي لينال شهادة في الموسيقي من أكسفورد حين كان لا يزال يدرس في إيتون. واصل قراءة القانون والتاريخ الحديث في كلية بمبروك، اكسفورد ثم بعد ضغط الأسرة صار كاتب في لويد بلندن. لكنه مع واصل الموسيقى، حيث درس مع صديق شومان وليامز ستراندال بينيت ولاحقا مع إدوارد دانروثر (صديق لكل من تشايكوفسكي وفاجنر). كونشرتو البيانو الأول لباري عرض عام 1880 لكن كان العرض الأول بعد سبعة أعوام من كنتاتا “زواج سارينات" رسخ وضعه كأحد أبرز المؤلفين الموسيقيين في إنجلترا. حبه العميق لموسيقى فاجنر وانغماسه في التقاليد الدينية البريطانية كان صوت رومانسي مميز وجد تعبيرا أوضح في عمله للأصوات – بشكل خاص الموسيقى الكورالية معظمها كتب لموسيقى كورالية إنجليزية للمهرجانات. الترانيم والأناشيد تضم مجرد جزء من إنتاج ربما كان أوسع من اللازم لسمعة باري الحسنة. لكن في أفضل صورها موسيقى باري منغمة وترتبط بشكل متع لعظمة أواخر العصر الفيكتوري والبوليفونية الأصلية بشدة.

## موسيقاه

### الموسيقى الكورالية
باري كان لاأدري لكنه أصدر بعض أروع الأعمال البريطانية الكورالية الدينية. بعيدا عن ترنيمة "القدس" ونشيد التتويج "أنا مسرور" أشهر عمل كورالي له هو كنتاتا لثماني مطربين كورس وأوركسترا ميلتون رغم بعض اللحظات المتفاخرة التي تشمل بعض الألحان المريرة بصدق. نجاح العمل أدى لتكليفه بكتابة أوراتوريو “جوديث" ننساها اليوم إلا اللحن الرائع الذي استخدم لاحقا لترنيمة "الرب العزيز ووالد البشرية". بلا جدل أروع عمل له هو الكنتاتا الدرامية "فدية الروح" (مزمور للفقراء) عرض أول مرة في مهرجان الجوقات الثلاثة عام 1906 ثم لم يعرض ثانية حتى إحياءه عام 1981. ابتكر باري النص من فقرات إنجيلية مختارة بعناية، تنتهي بواحدة من قصائد باري وتعرض هارموني إلهي للبشر الذين يعانون. أيضا باري كتب الكثير من الأعمال الكورالية الدنيوية بما في ذلك "آكلو اللوتس" لحنه الغنائي للسوبرانو والكورس والأوركسترا لأغنية كورالية من قصيدة لتنيسون تحمل نفس الاسم.

## روابط خارجية
- هوبرت باري على موقع IMDb (الإنجليزية)
- هوبرت باري على موقع الموسوعة البريطانية (الإنجليزية)
- هوبرت باري على موقع ميوزك برينز (الإنجليزية)
- هوبرت باري على موقع أول ميوزيك (الإنجليزية)
- هوبرت باري على موقع ديسكوغز (الإنجليزية)